# Sofia Carolina Maria di Brunswick-Wolfenbüttel
Sofia Carolina Maria di Brunswick-Wolfenbüttel (Braunschweig, 8 ottobre 1737 – Erlangen, 22 dicembre 1817) fu una principessa di Brunswick-Wolfenbüttel e una margravia consorte di Brandeburgo-Bayreuth.

## Biografia
Era figlia del duca Carlo I di Brunswick-Wolfenbüttel e di sua moglie, la principessa Filippina Carlotta di Prussia.
Inizialmente fu progettato un suo matrimonio con l'allora principe di Galles Giorgio: il re inglese Giorgio II desiderava infatti migliorare le relazioni del Regno Unito con la Prussia (la principessa era nipote del re Federico II di Prussia), per controbilanciare l'alleanza tra Francia ed Austria. Sia Giorgio II che suo padre erano inoltre molto legati all'Hannover, regione dalla quale provenivano e la casata di Brunswick-Wolfenbüttel era imparentata con quella di Hannover. Al matrimonio invece si opposero lo stesso principe di Galles e sua madre, Augusta di Sassonia-Gotha-Altenburg e il principe, una volta divenuto re Giorgio III nel 1760, sposò l'anno seguente la duchessa Carlotta di Meclemburgo-Strelitz. Il fratello della principessa, Carlo Guglielmo, sposò nel 1764 una sorella di Giorgio III, Augusta, e la loro figlia, Carolina Amalia di Brunswick-Wolfenbüttel sposò il figlio di questi, Giorgio IV.
Dopo la morte di sua zia Guglielmina di Prussia, avvenuta nel 1758, fu scelta qual seconda moglie del margravio Federico di Brandeburgo-Bayreuth. Il marito le diede in dono il castello di Colmdorf, che per questo prese il nome di Carolinenruhe. Dopo soli tre anni di matrimonio, rimasto senza figli, Federico morì e Sofia Carolina rimase vedova a soli ventisei anni. Si trasferì ad Erlangen, senza risposarsi, fece qualche viaggio, ed in seguito si occupò, tra le altre cose, dell'Università di Erlangen. Assisté all'abdicazione dell'ultimo margravio ed alla cessione di parte del suo principato al governo bavarese. Venne sepolta nella cappella della Neustädter Kirche di Erlangen.

## Ascendenza
|                                                |                       |                                         | Genitori                                                     |  |  | Nonni |  |  | Bisnonni                                   |  |  | Trisnonni                     |  |
|                                                |                       |                                         |                                                              |  |  |       |  |  | Ferdinando Alberto I di Brunswick-Lüneburg |  |  | Augusto di Brunswick-Lüneburg |  |
|                                                |                       |                                         |                                                              |  |  |       |  |  | Ferdinando Alberto I di Brunswick-Lüneburg |  |  | Augusto di Brunswick-Lüneburg |  |
|                                                |                       | Sofia Elisabetta di Meclemburgo-Güstrow |                                                              |  |  |       |  |  | Ferdinando Alberto I di Brunswick-Lüneburg |  |  |                               |  |
| Ferdinando Alberto II di Brunswick-Lüneburg    |                       |                                         |                                                              |  |  |       |  |  | Ferdinando Alberto I di Brunswick-Lüneburg |  |  |                               |  |
|                                                |                       | Cristina d'Assia-Eschwege               | Federico d'Assia-Eschwege                                    |  |  |       |  |  |                                            |  |  |                               |  |
|                                                |                       | Cristina d'Assia-Eschwege               | Federico d'Assia-Eschwege                                    |  |  |       |  |  |                                            |  |  |                               |  |
|                                                |                       | Cristina d'Assia-Eschwege               | Eleonora Caterina del Palatinato-Zweibrücken-Kleeburg        |  |  |       |  |  |                                            |  |  |                               |  |
| Carlo I di Brunswick-Wolfenbüttel              |                       | Cristina d'Assia-Eschwege               |                                                              |  |  |       |  |  |                                            |  |  |                               |  |
|                                                |                       | Luigi Rodolfo di Brunswick-Lüneburg     | Antonio Ulrico di Brunswick-Lüneburg                         |  |  |       |  |  |                                            |  |  |                               |  |
|                                                |                       | Luigi Rodolfo di Brunswick-Lüneburg     | Antonio Ulrico di Brunswick-Lüneburg                         |  |  |       |  |  |                                            |  |  |                               |  |
|                                                |                       | Luigi Rodolfo di Brunswick-Lüneburg     | Elisabetta Giuliana di Schleswig-Holstein-Sonderburg-Norburg |  |  |       |  |  |                                            |  |  |                               |  |
| Antonietta Amalia di Brunswick-Wolfenbüttel    |                       | Luigi Rodolfo di Brunswick-Lüneburg     |                                                              |  |  |       |  |  |                                            |  |  |                               |  |
|                                                |                       | Cristina Luisa di Oettingen-Oettingen   | Alberto Ernesto I di Oettingen-Oettingen                     |  |  |       |  |  |                                            |  |  |                               |  |
|                                                |                       | Cristina Luisa di Oettingen-Oettingen   | Alberto Ernesto I di Oettingen-Oettingen                     |  |  |       |  |  |                                            |  |  |                               |  |
|                                                |                       | Cristina Luisa di Oettingen-Oettingen   | Cristina Federica di Württemberg                             |  |  |       |  |  |                                            |  |  |                               |  |
| Sofia Carolina Maria di Brunswick-Wolfenbüttel |                       | Cristina Luisa di Oettingen-Oettingen   |                                                              |  |  |       |  |  |                                            |  |  |                               |  |
|                                                | Federico I di Prussia | Federico Guglielmo I di Brandeburgo     |                                                              |  |  |       |  |  |                                            |  |  |                               |  |
|                                                | Federico I di Prussia | Federico Guglielmo I di Brandeburgo     |                                                              |  |  |       |  |  |                                            |  |  |                               |  |
|                                                | Federico I di Prussia | Luisa Enrichetta d'Orange               |                                                              |  |  |       |  |  |                                            |  |  |                               |  |
| Federico Guglielmo I di Prussia                | Federico I di Prussia |                                         |                                                              |  |  |       |  |  |                                            |  |  |                               |  |
|                                                |                       | Sofia Carlotta di Hannover              | Ernesto Augusto di Brunswick-Lüneburg                        |  |  |       |  |  |                                            |  |  |                               |  |
|                                                |                       | Sofia Carlotta di Hannover              | Ernesto Augusto di Brunswick-Lüneburg                        |  |  |       |  |  |                                            |  |  |                               |  |
|                                                |                       | Sofia Carlotta di Hannover              | Sofia del Palatinato                                         |  |  |       |  |  |                                            |  |  |                               |  |
| Filippina Carlotta di Prussia                  |                       | Sofia Carlotta di Hannover              |                                                              |  |  |       |  |  |                                            |  |  |                               |  |
|                                                |                       | Giorgio I di Gran Bretagna              | Ernesto Augusto di Brunswick-Lüneburg                        |  |  |       |  |  |                                            |  |  |                               |  |
|                                                |                       | Giorgio I di Gran Bretagna              | Ernesto Augusto di Brunswick-Lüneburg                        |  |  |       |  |  |                                            |  |  |                               |  |
|                                                |                       | Giorgio I di Gran Bretagna              | Sofia del Palatinato                                         |  |  |       |  |  |                                            |  |  |                               |  |
| Sofia Dorotea di Hannover                      |                       | Giorgio I di Gran Bretagna              |                                                              |  |  |       |  |  |                                            |  |  |                               |  |
|                                                |                       | Sofia Dorotea di Celle                  | Giorgio Guglielmo di Brunswick-Lüneburg                      |  |  |       |  |  |                                            |  |  |                               |  |
|                                                |                       | Sofia Dorotea di Celle                  | Giorgio Guglielmo di Brunswick-Lüneburg                      |  |  |       |  |  |                                            |  |  |                               |  |
|                                                |                       | Sofia Dorotea di Celle                  | Éléonore d'Esmier d'Olbreuse                                 |  |  |       |  |  |                                            |  |  |                               |  |
|                                                |                       | Sofia Dorotea di Celle                  |                                                              |  |  |       |  |  |                                            |  |  |                               |  |